# やっぱりヤンチャー
『やっぱりヤンチャー』は、NHK教育テレビジョンで1989年4月3日から1990年3月15日まで放送された子供番組である。全35回。

## 概要
「人として生きる力を身につけること」(個人的生活)、「楽しく生きる力を身につけること」(社会的生活)をねらいとしてドラマを展開。その曜日で放送された『なかよしリズム』(以下、リズム)『プルプルプルン』(以下、プルン)でおなじみの体操もある。番組の途中で体操をするが、歌と違って、体操の演奏時間が『リズム』『プルン』よりも短い。『プルン』の「モリモリ〈ガミガミ〉体操」のように、毎回いろいろな体操をする。体操は、『プルン』の逆(演奏⇒声⇒演奏)でその後、モンタ、ソラミのいるプカリンコの国へと直行される。プカリンコの国でギャースカは途中から来るが『プルン』の第1回のように画面が暗くなる。
歌では、テーマ曲が当時の『仮面ノリダー』でおなじみのハ短調の曲や、「ブーブー家族」、「ヤンチャー絵かき歌」などがあり、特に人気なのは「ブーブー家族」。挿入歌はプカリンコの国に行く曲で「メカメカカメカメカメメカメカカメ」。第2回で『おーい!はに丸』のテーマ曲のシーンが見れた。第31回は『水戸黄門』(TBS)のテーマ曲の節で「♪どんぐりころころ どーんぐりこー おいけにはまって さあたいへん」と歌う所もある。
本作自体は1年で終了したが、本作のキャラクターたちは翌年以降の『ともだちいっぱい』に引き継がれた。ヤンチャーのデザインは前と多少変わっている。

## キャスト
- ゆう兄ちゃん - 水島裕
- ヤンチャー（声） - 鈴木清信
- モンタ / ギャースカ（声） - 田中真弓
- ソラミ（声） - 林原めぐみ
- 劇団カッパ座

## 放送時間・放送リスト
放送時間月曜日 15:00 - 15:15、木曜日 10:30 - 10:45、金曜日 09:15 - 09:30(これらは『リズム』と『プルン』が放送された曜日だった。その時間帯で放送。)
| 回 | タイトル                    | 初回放送日     | 体操、曲目、○○虫                                   |
| -- | --------------------------- | -------------- | -------------------------------------------------- |
| 1  | はずかしいな                | 1989年04月03日 | 蝶々さん                                           |
| 2  | ひとりがいいな              | 1989年04月20日 | こんにちは                                         |
| 3  | あばれちゃえ                | 1989年04月27日 | お話聞く聞く                                       |
| 4  | これぼくの                  | 1989年05月11日 | もしもしはいはい、秘密の宝物                       |
| 5  | こわれるよ                  | 1989年05月18日 | しないしない、いいものみっけ                       |
| 6  | ひとりじめ                  | 1989年05月25日 | ボーボー、君のかいた絵                             |
| 7  | たのしいよ                  | 1989年06月01日 | いやいや、ブーブー家族、ブーブー                   |
| 8  | かしてよ                    | 1989年06月08日 | ケチケチ、ヤンチャー絵かき歌                       |
| 9  | ないちゃった                | 1989年06月15日 | 手を洗う、しりとりお話ごっこ、シクシク             |
| 10 | どこにいるの                | 1989年06月22日 | イナイイナイ                                       |
| 11 | こわくない                  | 1989年06月29日 |                                                    |
| 12 | おやくそく                  | 1989年07月06日 | 海へ山へ行こう                                     |
| 13 | げんきかな                  | 1989年08月28日 | ヤンチャー絵かき歌、何だろな、ヘナヘナ             |
| 14 | まってよ                    | 1989年09月14日 | 望遠鏡の歌                                         |
| 15 | かわってよ                  | 1989年09月21日 | 雨の日、ワーワー                                   |
| 16 | ずるいぞ                    | 1989年09月28日 |                                                    |
| 17 | ぼくがいちばん              | 1989年10月05日 | 信号、ガチャガチャ⇒ショボンショボン、信号の歌      |
| 18 | むこうまで                  | 1989年10月12日 | ヤンチャー絵かき歌、右見て左見て、ノロノロ         |
| 19 | ポカリ!いたい               | 1989年10月19日 | ポカポカ                                           |
| 20 | こわしちゃえ                | 1989年10月26日 | 幸せの青い鳥                                       |
| 21 | だいじょうぶ                | 1989年11月02日 | 旗上げの歌、ダハダハ                               |
| 22 | これひみつ                  | 1989年11月09日 | この絵何に見えるかな、コソコソ                     |
| 23 | ねえ!きいて                 | 1989年11月16日 | ねえねえ!きいてきいて、ヒソヒソ                    |
| 24 | うるさいな                  | 1989年11月30日 | おしくらまんじゅう、ガヤガヤ                       |
| 25 | じぶんのおと                | 1989年12月07日 | よく見てごらん、ドンドン                           |
| 26 | おどりましょう              | 1989年12月14日 | ワイワイ                                           |
| 27 | きっとだよ…わすれない       | 1990年01月08日 | 秘密の約束                                         |
| 28 | へいきへいき…ゆるしてあげる | 1990年01月18日 | 今のはだあれ、ムカムカ                             |
| 29 | やめて!むちゃくちゃはいや   | 1990年01月25日 | むちゃくちゃいやだ                                 |
| 30 | あげる…ありがとう           | 1990年02月01日 | TV見る見る、チョコレート、モゴモゴ、ありがとう     |
| 31 | どうするの…いってごらん     | 1990年02月08日 | 元気な子にはなれない、ドキドキ、ヤンチャー絵かき歌 |
| 32 | いやだなあ…おかたづけ       | 1990年02月15日 | グチャグチャ                                       |
| 33 | これもって…みんなであそぶ   | 1990年02月22日 | ブーブー家族、ぽかぽかロック                       |
| 34 | やってみよう…みんなでつくる | 1990年03月01日 | みんなで作ろう、ダラダラ                           |
| 35 | あそぼうよ…みんなともだち   | 1990年03月08日 | ブルブル                                           |

## スタッフ
- 作 - 小山田満月
- 音楽 - 小松原まさし
- 演奏 - 新室内楽協会
- 人形美術 - ヒダ・オサム、劇団カッパ座
- 体操振付 - 万丸由理
- 絵 - 上野新司
- 特殊小道具 - 光子館